# Вилалба (Рим)
Вилалба је насеље у Италији у округу Рим, региону Лацио.
Према процени из 2011. у насељу је живело 8831 становника. Насеље се налази на надморској висини од 72 м.